# Littleton Groom

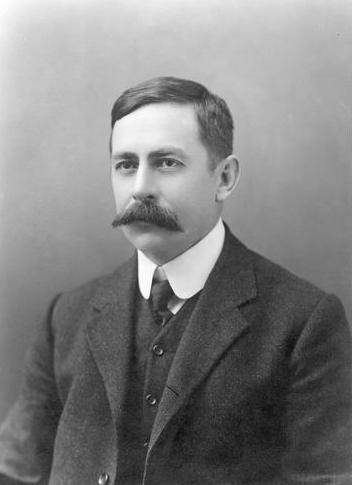
Littleton Groom

Sir Littleton Ernest Groom (* 22. April 1867 in Toowoomba, Queensland; † 6. November 1936 in Canberra) war ein australischer Politiker und unter anderem Außenminister des Landes.

## Frühes Leben
Groom wurde in Toowoomba, Queensland geboren und besuchte die Toowoomba Grammar School, wo er Kapitän der Fußball- so wie Cricketmannschaft seiner Schule war, und das Ormond College, die Universität Melbourne, auf dem er ein Jura-Stipendium erhielt. Danach arbeitete er als Anwalt und aktiver Richter. Im Juli 1894 heiratete er Jessie Bells.

## Politische Karriere
Groom war ein australischer Nationalist und trat für die Erweiterung der Macht des Commonwealths und dessen industrieller Stärke ein. 1904 unterstützte er die Regierung von Chris Watson. Während der zweiten Amtszeit von Deakin war er von Juli 1905 bis Oktober 1906 Innenminister. Im Oktober 1906 wurde er General-Anwalt von Australien. Dieses Amt übte er bis zur gescheiterten dritten Amtszeit Deakins im November 1908 aus. Es gelang ihm, Gesetze zur Versorgung von Invaliden und Alten des Commonwealth einzuführen.
Mit Beginn der vierten Amtszeit von Deakin im Juni 1909 bekam Groom den Posten eines Außenministers, den er bis zur Wahlniederlage 1910 bekleidete. Nach 1910 wurde er ein hartnäckiger Widersacher der Labour Party und bemängelte unter anderem deren regierungseigene Commonwealth Bank of Australia und deren Versuch, ein Monopol zu begründen. In der Regierung Joseph Cooks von Juni 1913 bis September 1914 war er Handels- und Verbraucherminister.

## Nationalistische Regierung
Groom war während der vierten Amtszeit Hughes’ von November 1917 bis März 1918 Vize-Präsident des Executive Council und von März 1918 bis Dezember 1921 Arbeits- und Eisenbahnminister. Er entschied unter anderem den Ausbau der Eisenbahn und war an der Entscheidung beteiligt, den Regierungssitz nach Canberra zu verlegen. Im Dezember 1921 wurde er erneut General-Anwalt. Auch war er Handels- und Verbraucherminister sowie australischer Gesundheitsminister im Mai und Juni 1924 aufgrund von Austin Chapmans schlechtem Gesundheitszustand. Er führte die australische Delegation zum fünften Treffen des Völkerbundes in Genf 1924. Nach einem kläglich gescheiterten Versuch „fremde“ Arbeiter abschieben zu lassen und nach mehreren politischen Verfehlungen musste er im Dezember 1925 zurücktreten.

## Sprecher
Nach seinem Rücktritt war er von Januar 1926 bis 1929 Sprecher des Repräsentantenhauses. In der Zeit überwachte er den Umzug der Regierung von Melbourne nach Canberra. Da er jedoch weiter am Commonwealth und Australiens Abhängigkeit zum Mutterland festhalten wollte, scheiterte 1929 die Regierung um Stanley Bruce. Die unzufriedene Nationalist Party of Australia stellte erfolgreich einen Kandidaten gegen Groom auf. Damit war Groom der erste Sprecher, der seinen Sitz in einer Wahl verlor.
Groom kehrte zu seiner Anwaltskanzlei in Brisbane zurück. Bei der Wahl 1931 wurde er als Unabhängiger wiedergewählt und trat der United Australia Party im August 1933 bei. Von 1932 bis 1936 war er Manager des Konkursrecht-Ausschusses. Er starb in Canberra an der Zerebro-Kreislauf-Erkrankung. Er hinterließ seine Frau und eine ihrer zwei gemeinsamen Töchter.
Groom war zusammen mit Sir John Quick Autor der Judicial Power of the Commonwealth im Jahr 1904 und Teilautor zahlreicher Veröffentlichungen in Queensland.
Als Mitglied der anglikanischen Kirche kam Groom die Ehre des Order of St. Michael and St. George zuteil. Er wurde im Januar 1924 für seine Verdienste in der Politik in den Ritterstand erhoben. 1984 wurde ein Wahlbezirk nach ihm benannt, so wie in seiner Heimatstadt Toowoomba der Groom Park.
Grooms älterer Bruder, Henry Littleton Groom, war lange Zeit Mitglied des Queensland Legislative Council.